# Zeiss
Carl Zeiss (ˌkaʁl ˈtsaɪs) es una empresa fabricante de equipos ópticos, medidores industriales y aparatos médicos fundada en Jena, Alemania, en 1846 por el óptico Carl Zeiss. Junto a Ernst Abbe (quien se unió en 1866) y Otto Schott (desde 1884) sentaron las bases de la producción de las ópticas modernas. La empresa se divide en dos partes: Carl Zeiss AG, con sede en Oberkochen y con importantes filiales en Aalen, Göttingen y Múnich; y Carl Zeiss GmbH, que se encuentra en Jena.
Carl Zeiss AG es la compañía principal del Grupo Zeiss (Zeiss Gruppe), localizado en Heidenheim an der Brenz y en Jena. El Grupo Zeiss forma parte de Carl-Zeiss-Stiftung, a quien pertenecen también los fabricantes de ópticas Schott AG y Jenaer Glas, situados en Maguncia y en Jena, respectivamente. Carl Zeiss es uno de los fabricantes de sistemas ópticos más antiguos que continúan en funcionamiento.

## Historia

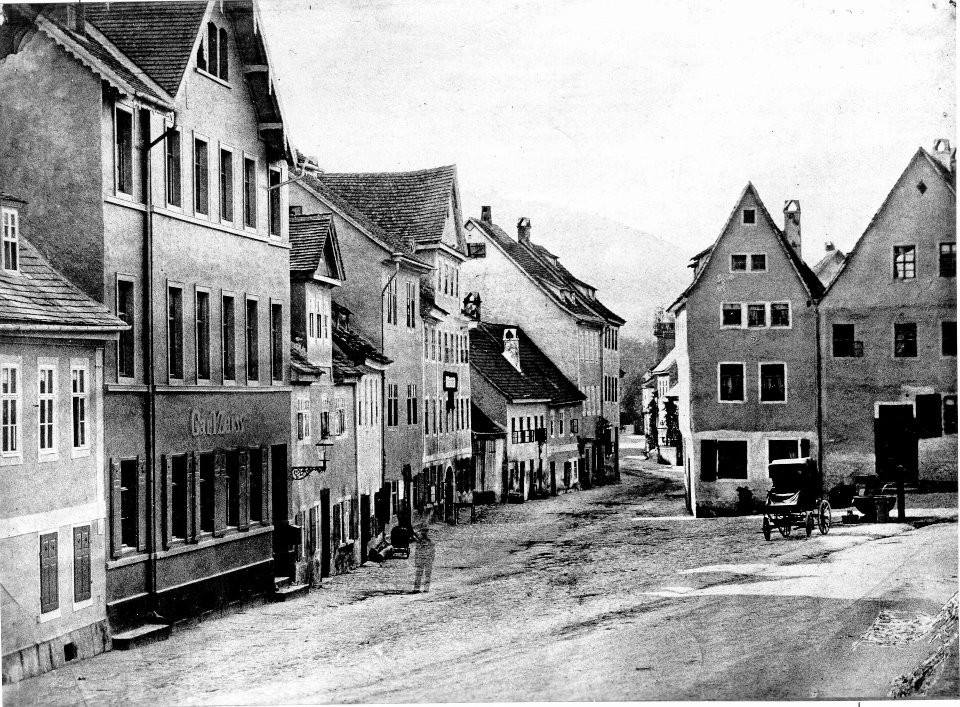
Primera tienda de Carl Zeiss en el centro de Jena, 1847.

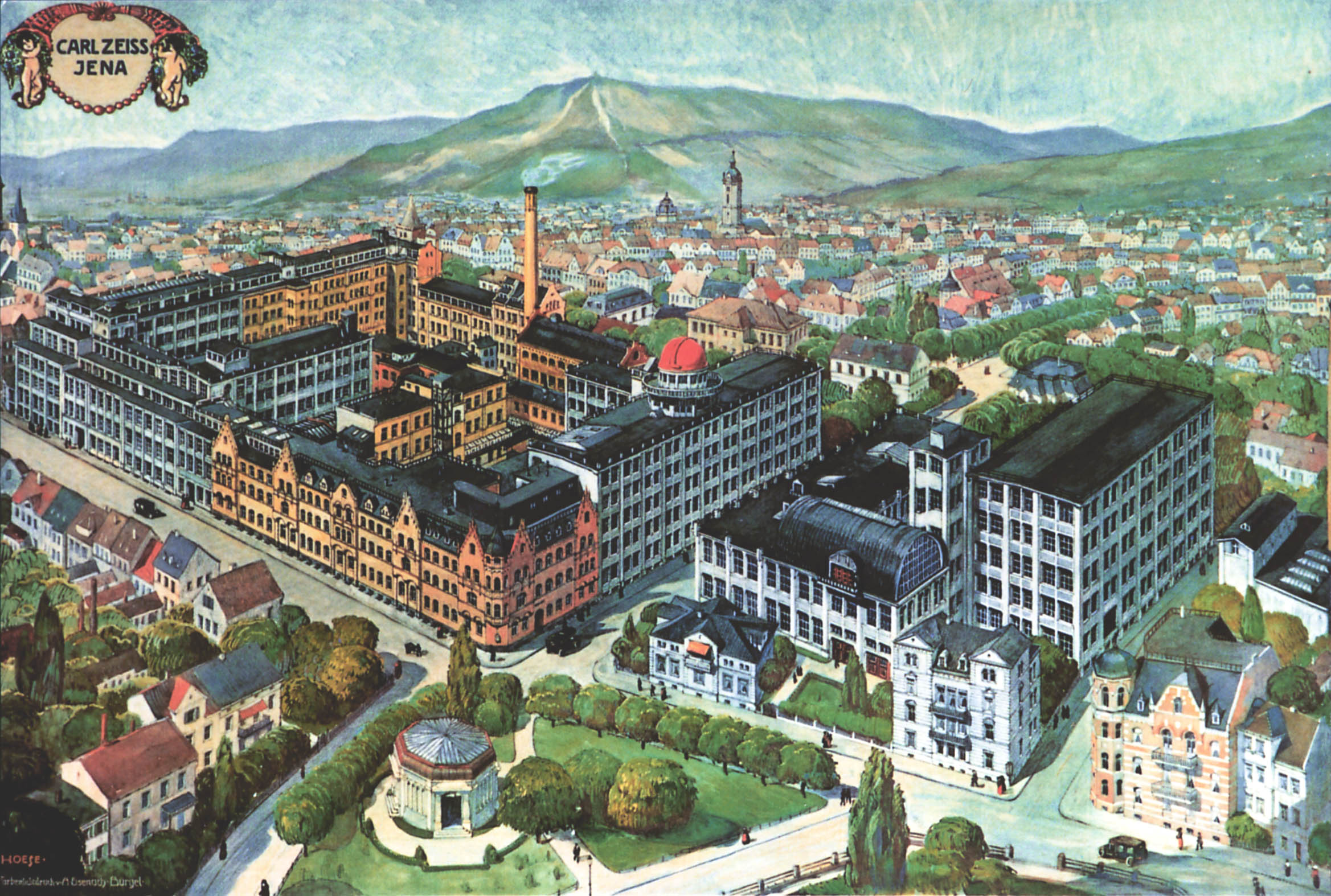
Carl Zeiss Jena (1910).

Carl Zeiss abrió un taller de óptica en Jena en 1846 y al año siguiente estaba haciendo microscopios a tiempo completo. Para 1861, el taller de Zeiss se consideraba uno de los mejores fabricantes de instrumentos científicos en Alemania, con aproximadamente 20 personas trabajando en la empresa, y el negocio crecía rápidamente. En 1866, Zeiss vendió su microscopio número 1 000. En 1872, el físico Ernst Abbe se unió a Zeiss y junto con Otto Schott diseñaron lentes muy mejorados para los instrumentos ópticos que estaban produciendo. Después de la muerte de Carl Zeiss en 1888, la empresa se renombró como Carl-Zeiss-Stiftung en 1889.

### Primera y Segunda Guerra Mundial
En la Primera Guerra Mundial, Zeiss era la ubicación de producción de cámaras más grande del mundo. Zeiss Ikon representó una parte importante de la producción junto con docenas de otras marcas y fábricas, y también tuvo importantes trabajos en Dresde.
En 1928, Hensoldt AG fue adquirida por Carl Zeiss y ha producido los binoculares y visores Zeiss desde 1964, lo que ocasionalmente da como resultado productos gemelos que se ofrecen bajo las marcas Hensoldt y Zeiss. La división de Tecnología del Sistema Hensoldt (resultante de la fusión de las operaciones de óptica militar de Leica y Hensoldt) fue continuada por Zeiss bajo el nombre de Hensoldt hasta 2006.
Como parte del programa Zwangsarbeiter de la Alemania nazi, Zeiss utilizó el trabajo forzado durante la Segunda Guerra Mundial. La destrucción de la guerra provocó que muchas compañías se dividieran en pequeñas empresas más pequeñas y que otras se fusionaran. Hubo un gran respeto por la innovación en ingeniería que surgió de Dresde: antes de la guerra, se desarrollaron allí la primera cámara réflex de lente única de 35 mm del mundo, la Kine Exakta, y la primera cámara en miniatura con buena calidad de imagen.
Al final de la guerra, Jena fue ocupada por el ejército de los Estados Unidos. Cuando Jena y Dresde se incorporaron a la zona de ocupación soviética, más tarde Alemania Oriental, algunas partes de Zeiss Jena fueron reubicadas por el ejército estadounidense a las instalaciones de fabricación de Contessa en Stuttgart, Alemania Occidental, mientras que el resto de Zeiss Jena fue restablecido por la República Democrática Alemana como Kombinat VEB Zeiss Jena. El ejército soviético tomó la mayoría de las fábricas y herramientas Zeiss existentes mientras la Segunda Guerra Mundial se echaba a perder en la Unión Soviética, estableciendo la empresa de cámaras Kiev.

### Guerra fría
El negocio occidental se reinició en Oberkochen, suroeste de Alemania, como Opton Optische Werke Oberkochen GmbH en 1946, que se convirtió en Zeiss-Opton Optische Werke Oberkochen GmbH en 1947, pero pronto pasó a llamarse Carl Zeiss. Los productos Zeiss de Alemania Occidental fueron etiquetados como Opton para la venta en el bloque oriental, mientras que los productos Zeiss de Alemania Oriental fueron etiquetados como "Zeiss Jena" o simplemente "Jena" para la venta en países occidentales.
En 1973, la Western Carl Zeiss AG celebró un acuerdo de licencia con la compañía de cámaras japonesa Yashica para producir una serie de cámaras y lentes de película de 35 mm de alta calidad con las marcas Contax y Zeiss. Esta colaboración continuó bajo el sucesor de Yashica, Kyocera, hasta que este último dejó de producir cámaras en 2005. Zeiss más tarde produjo lentes para la industria espacial y, más recientemente, nuevamente produjo lentes de cámara de 35 mm de alta calidad. El este de Zeiss Jena también era conocido por producir productos de alta calidad.

### Reunificación de Alemania

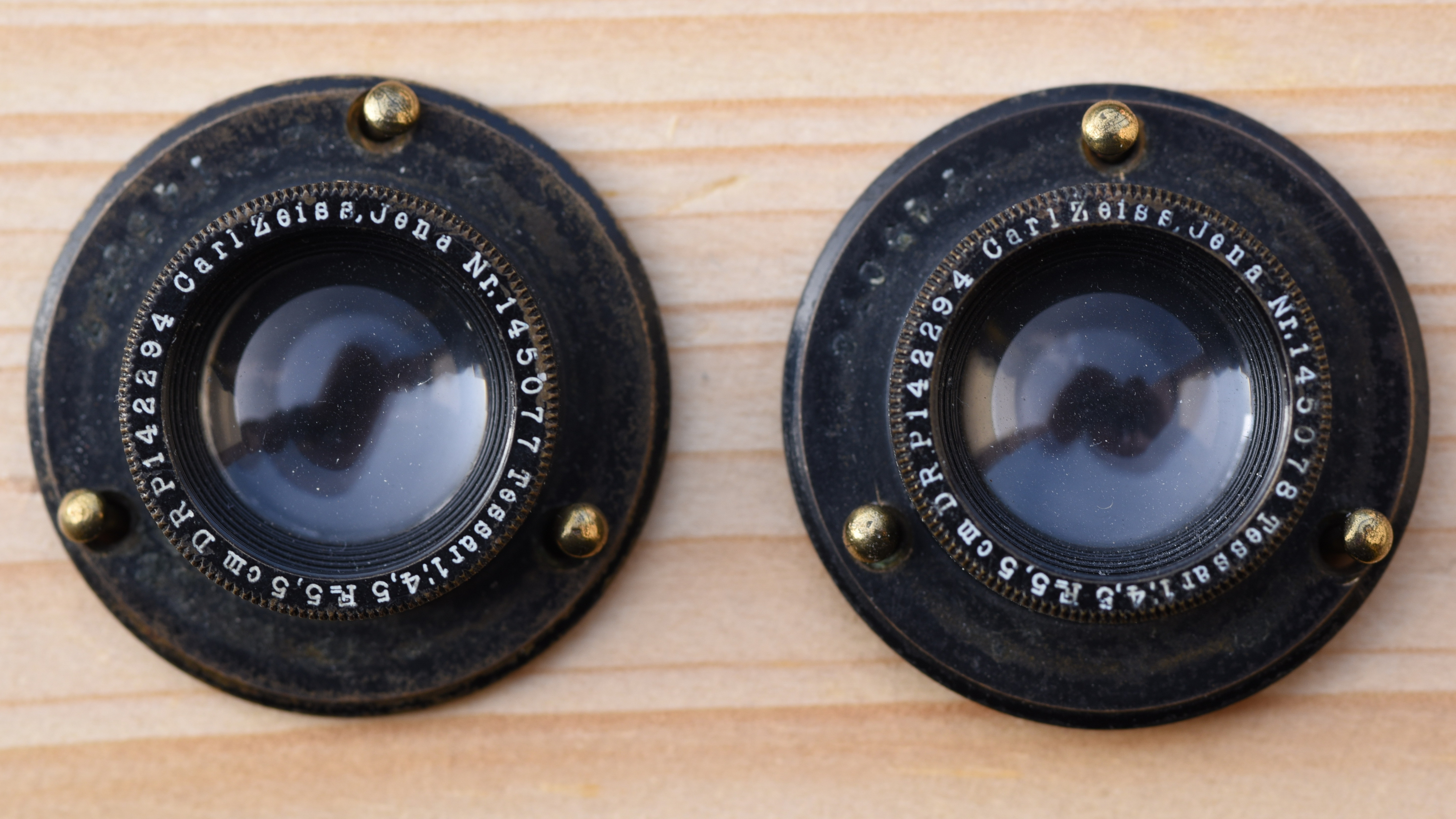
Dos lentes históricas de Carl Zeiss: la Nr. 145077 y Nr. 145078, Tessar 1:4,5 F=5,5cm DRP 142294 (producidas antes de 1910).

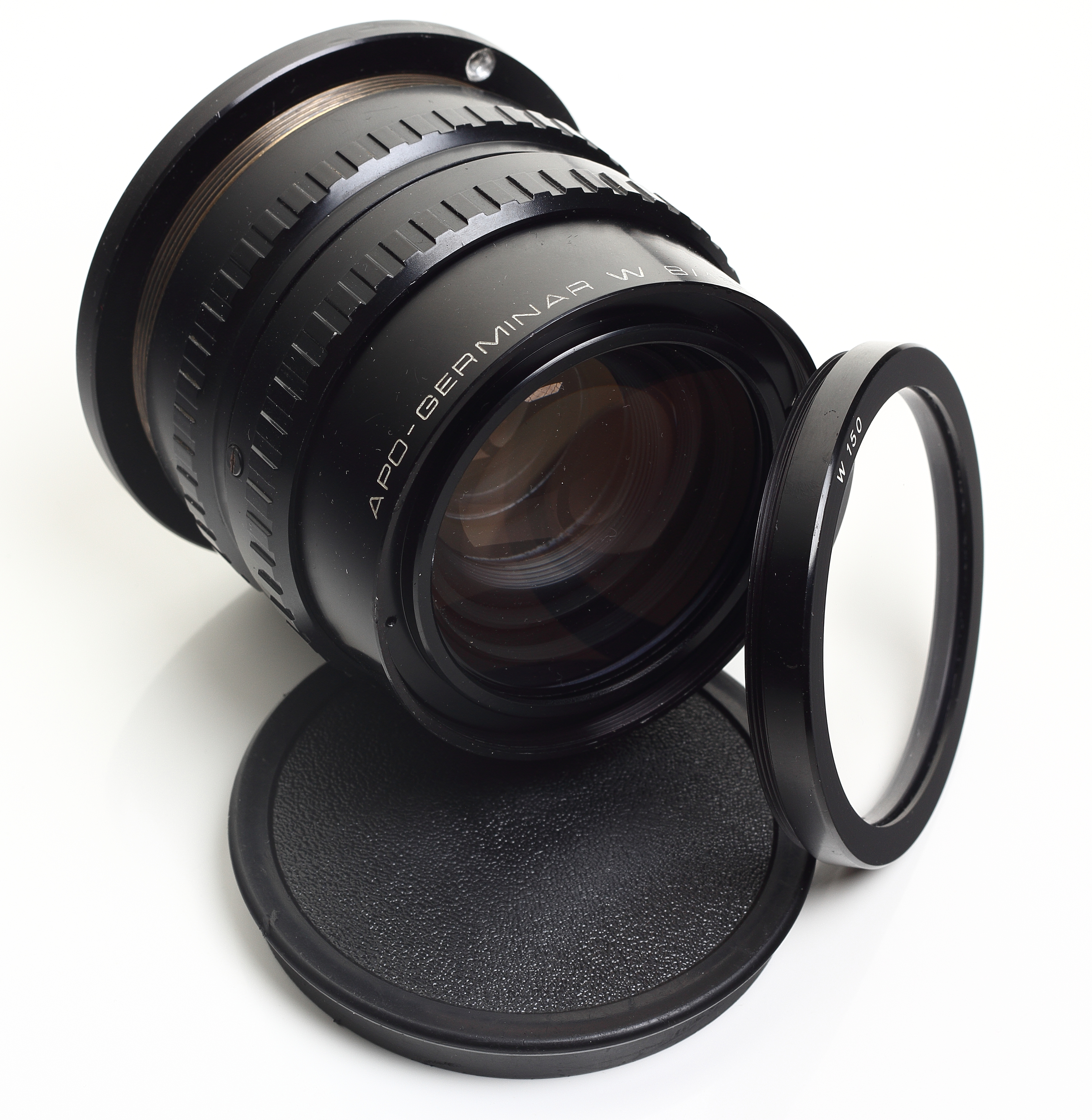
Carl Zeiss jena APO-Germinar W B/150

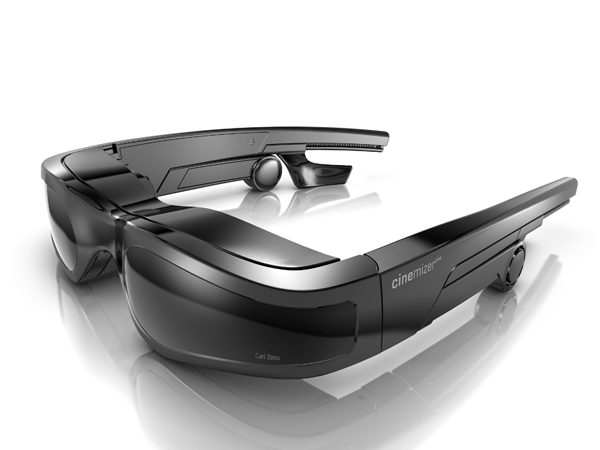
Gafas en 3D Cinemizer Plus.

Después de la reunificación alemana, VEB Zeiss Jena, considerada como una de las pocas empresas de Alemania Oriental que incluso era potencialmente capaz de competir a nivel mundial, se convirtió en Zeiss Jena GmbH, que se convirtió en Jenoptik Carl Zeiss Jena GmbH en 1990. En 1991, Jenoptik Carl Zeiss Jena se dividió en dos, con Carl Zeiss AG (Oberkochen) tomando las divisiones de la compañía para microscopía y otras ópticas de precisión (reuniendo efectivamente la empresa Carl Zeiss anterior a la guerra) y trasladando sus divisiones de microscopía y planetario a Jena. Jenoptik GmbH se dividió como una empresa especializada en las áreas de fotónica, optoelectrónica y mecatrónica.

### SigloXXI
Hensoldt AG pasó a llamarse Carl Zeiss Sports Optics GmbH el 1 de octubre de 2006. Las empresas del Zeiss Gruppe en Dresde y sus alrededores se han diversificado en nuevas tecnologías: pantallas y productos para la industria automotriz, por ejemplo.
Hoy en día, podría decirse que hay tres compañías con herencia principalmente de Zeiss Ikon: Zeiss Alemania, la finlandesa/sueca Ikon (que compró la Zeiss Ikon AG de Alemania Occidental) y la independiente Zeiss Ikon oriental.
Una división llamada Carl Zeiss Vision produce lentes para anteojos. En 2005, la división de anteojos se fusionó con la empresa estadounidense SOLA, que incluía a la antigua American Optical Company.
El 28 de junio de 2013, Carl Zeiss anunció oficialmente su plan para cambiar el nombre de la marca de "Carl Zeiss" a simplemente "Zeiss". Todos los productos serán estandarizados bajo la marca Zeiss.